# M60A1 Armored Vehicle Launched Bridge (AVLB)

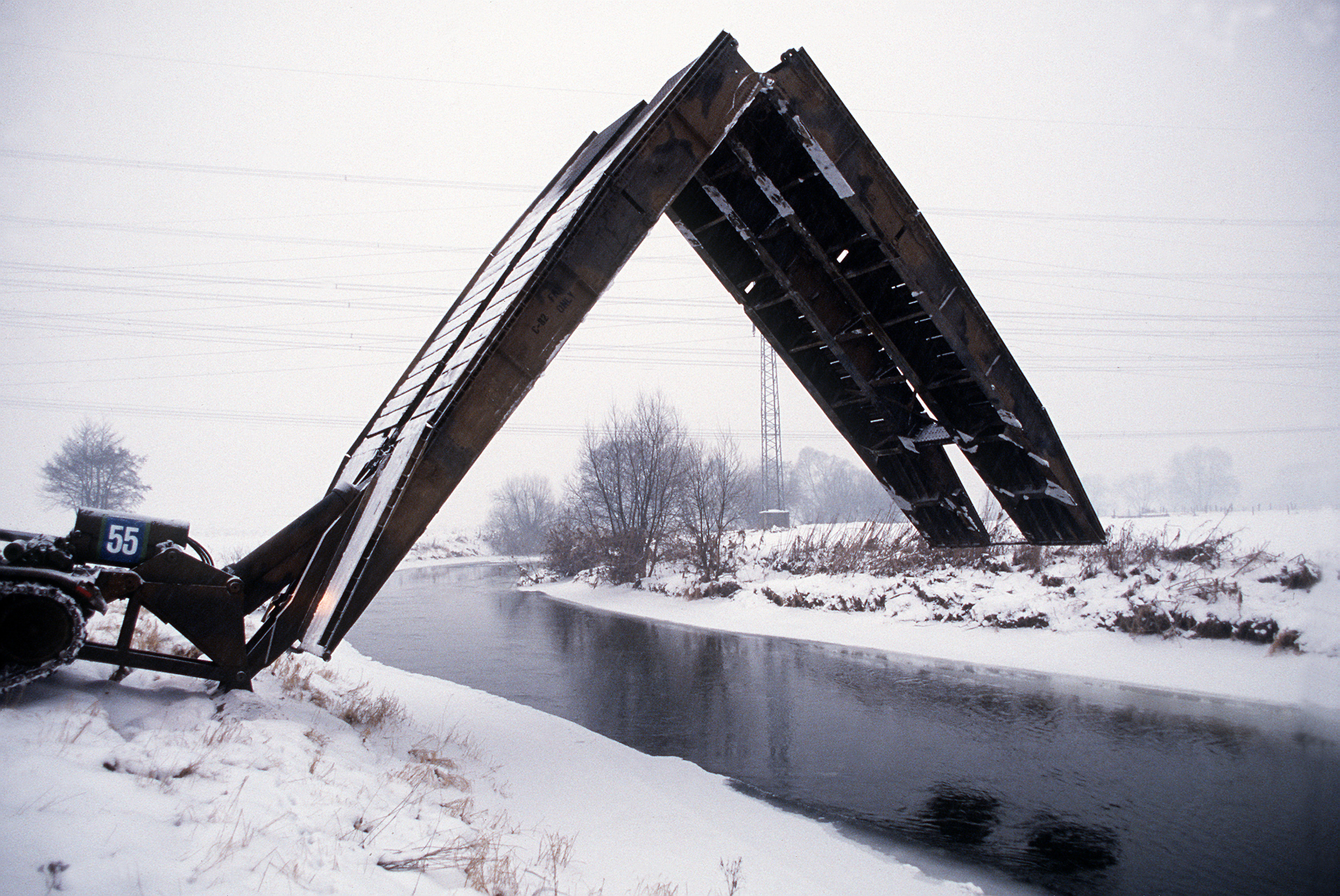
Ein M60A1 AVLB im Einsatz an der Lahn bei Bellnhausen 1985

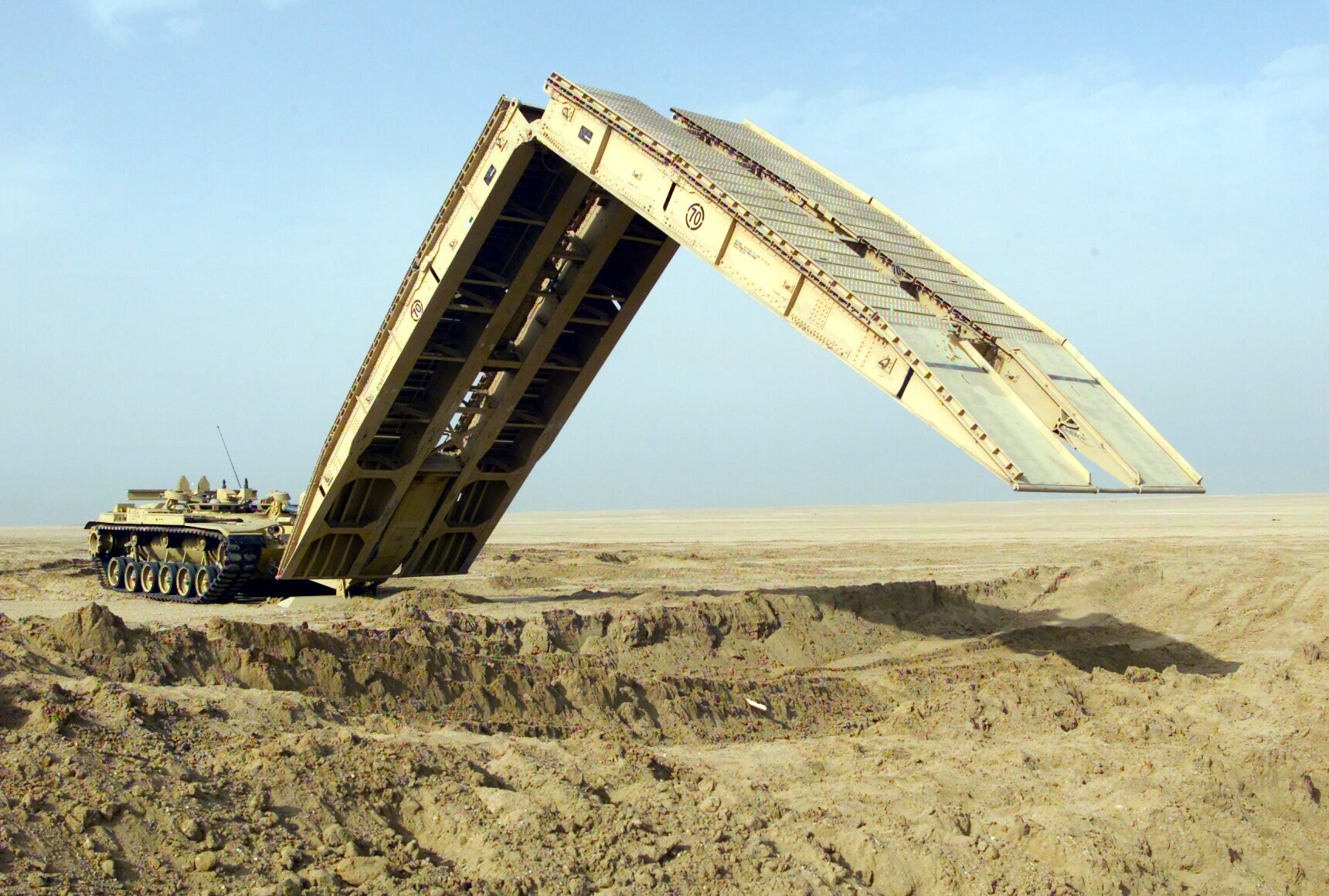
Ein M60A1 AVLB beim Auseinanderklappen der Faltbrücke

Der M60A1 AVLB ist ein Brückenlegepanzer aus US-amerikanischer Produktion. Hersteller des Panzers war General Dynamics Land Systems Division. Bei den Pionieren der US Army ersetzte der M60A1 AVLB den Brückenlegepanzer M48.

## Beschreibung
Im Wesentlichen besteht der M60A1 AVLB aus drei Teilen, der Brückenhydraulik, der Faltbrücke und dem Panzerchassis. Die Basis des Brückenlegepanzers ist die Wanne des M60A1-Panzers mit sechs Laufrollen, drei Stützrollen und gummigepolsterten Verbinderkettengliedern. Der Kraftstoffvorrat des Fahrzeuges beträgt insgesamt rund 1400 Liter Dieselkraftstoff. Auf dem Kampfpanzerchassis befindet sich die 19,19 Meter lange Faltbrücke. Das Gesamtgewicht der überquerenden Fahrzeuge darf nicht die Militärische Lastenklasse (MLC) 60 übersteigen. In den späten 1980er-Jahren wurde das M60A1 AVLB-System beim Marine Corps eingeführt. Im Jahr 1996 verfügten die U.S. Marines noch über 55 Brücken und 37 Legefahrzeuge.
Technische Daten der Faltbrücke:
- Länge (ausgefahren): 19,10 m
- Länge (gefaltet): 9,75 m
- Stützweite: 18,28 m
- Breite (über alles): 3,99 m
- Breite (Fahrspur): 3,81 m
- Höhe (nicht zusammengeklappt): 0,94 m
- Gewicht: 13,28 Tonnen

## Nutzer
- Israel: Israelische Armee
- Pakistan: Pakistanische Armee
- Singapur: Singapurische Armee
- Spanien: Spanische Armee
- Vereinigte Staaten: United States Marines
- Ukraine: Die Ukraine erhält 3 M60 AVLB im März 2023 im Rahmen eines US-Militärpaketes.[1]